# نسيج طلائي تنفسي
النسيج الطلائي التنفسي نوع من الأنسجة الطلائية المُدَعّمَة بأهداب. يغطي معظم القنوات الهوائية حيث يقوم بترطيب الممر وحمايته. كما أن لهذا النسيج دور في حماية الجسم من الكائنات الممرضة والأجسام الغريبة من خلال نشاط الأهداب المخاطية التي تقوم بتصفية الهواء الداخل. لا يغطي هذا النسيج الحنجرة أو البلعوم.

## التصنيف
النسيج التنفسي الطلائي الذي يبطن الجزء العلوي من القناة التنفسية يُعتَبَر نسيج طلائي عمادي طبقي كاذب ذو أهداب.
هذا التصنيف هو بالاعتماد على ترتيب أنواع الخلايا المتعددة التي تكوّن النسيج التنفسي الطلائي، عندما تكون جميع الخلايا متصلة بالغشاء القاعدي، وهي كذلك، طبقات فردية من الخلايا، النواة لا تتواجد بنفس مستوى الخلايا، لذلك هي تظهر وكأنها عدة طبقات من الخلايا والنسيج في هذه الحالة يسمى النسيج الطلائي الكاذب.
الأغلبية من الخلايا مكونة من النسيج الطلائي العامودي ذو الأهداب الكاذبة من خلال 3 أنواع:
أ)الخلايا ذات الأهداب.
ب)خلايا «جوبلت».
ج)الخلايا الأساسية.
الخلايا ذات الأهداب: هي خلايا طلائية عامودية مع إضافات الأهداب المميزة. خلايا «جوبلت». سميت بهذا الاسم لأن شكلها يشبه شكل نبيذ «الجوبلت»، هي خلايا طلائية عامودية تحتوي على محيط غشائي ذو حبيبات. ويفرز المخاط، أو نسيج طلائي يحتوي على بطانة سائلة، التركيب المنظم بإحكام؛ المخاط يساعد على على الحفاظ على رطوبة النسيج الطلائي ويقوم بنصب فخ للمواد الغريبة ومسببات الأمراض التي تعبر من خلال الحنجرة. ويحدد كيفية عمل الفلاتر المخاطية :Section 4 pages 7-8 (Page 4-7ff).
الخلايا القاعدية صغيرة، الخلايا المكعبة القريبة تتعلم ليكون لديها القدرة على التمييز عن جميع أنواع الخلايا الأخرى الموجودة في النسيج الطلائي. مثل، هذه الخلايا القاعدية التي تستجيب لجروح النسيج الطلائي للحنجرة، وتقوم بالانتقال لتغطي المناطق العارية من أنواع خلايا النسيج الطلائي المختلفة، وبعد ذلك تتميز بتخزين طبقة الخلية الطلائية الصحية.
الجزء الرئيسي من القناة التنفسية، مثل القناة الحلقية الفموية وهي المسؤولة عن زلق الطعام المبلوع. حتى تمنع دمار النسيج الطلائي التنفسي في هذه المناطق، تتغير إلى نسيج طلائي مرتب ذو قشور وهو الأنسب للتوسف الثابت والجروح. الطبقة القشرية من القناة الحلقية الفموية تستمر مع المريء.

## روابط خارجية
- صور نسيجية: 13903loa — نظام تعلم علم الأنسجة في جامعة بوسطن
- Histology of The Respiratory System